# 北九州高速3號線
北九州高速3號線（[北九州高速3号線] 错误：{{Lang-xx}}：无效参数：|rm=（帮助））是一條連接日本福岡縣北九州市小倉北區愛宕JCT與同縣同市同區東港JCT的北九州高速道路路線。

## 連接高速道路
- 北九州高速1號線（於愛宕JCT連接）
- 北九州高速2號線（於東港JCT連接）

## 交流道
- 全線都在日本福岡縣北九州市內。

| 中文設施名 | 日文設施名 | 英文設施名 | 接續路線名      | 起點起計 （公里） | 備註                              |
| ---------- | ---------- | ---------- | --------------- | ----------------- | --------------------------------- |
| 愛宕JCT    |            |            | 北九州高速1號線 | 0.0               |                                   |
| 東港出入口 |            |            | 國道199號       | 0.9               | 暫定出入口，只限往愛宕JCT方向接續 |
| 東港JCT    |            |            | 北九州高速2號線 | 0.9               |                                   |

## 历史
- 1980年（昭和55年）10月20日 : 全線開通。

## 交通流量
平日24時間交通量（平成17年度道路交通調查）
- 北九州市小倉北區木町2丁目 : 40,201

## 關連條目
- 北九州高速道路
- 九州地方道路一覧

## 外部連結
- 福岡北九州高速道路公社 （页面存档备份，存于）

1. ↑   (PDF). 福岡北九州道路公社.   [2014-11-09].